# Pænda
Gabriela Horn (nacida el 25 de enero de 1988), conocida profesionalmente como Pænda o Paenda, es una cantante austriaca. Representó a Austria en el Festival de la Canción de Eurovisión 2019 con la canción "Limits".

## Vida y carrera
Pænda nació en enero de 1988, en Deutschlandsberg, Estiria. Comenzó a cantar en un coro de su ciudad natal a los seis años. A los catorce años, comenzó a componer y cantar en varias bandas pop-rock. Tomó clases de guitarra y piano y se mudó a Viena a los 20 años para estudiar música pop y jazz en la Vienna Music Institute, de donde se graduó con honores en 2013. En la actualidad reside en Viena y produce música en su propio estudio. Pænda graba y compone todo ella misma.
En 2019, Pænda fue elegida por un equipo de expertos en música para representar a Austria en el Festival de la Canción de Eurovisión 2019 en Tel Aviv. Actuó con la canción "Limits".

## Discografía

### Álbum
- 2018: Evolution I[10]
- 2019: Evolution II

### Sencillos
- 2016: "Waves"
- 2018: "Good Girl"
- 2018: "Paper-thin"
- 2019: "Limits"
- 2019: "Like a Domino"